# Czechosłowakizm

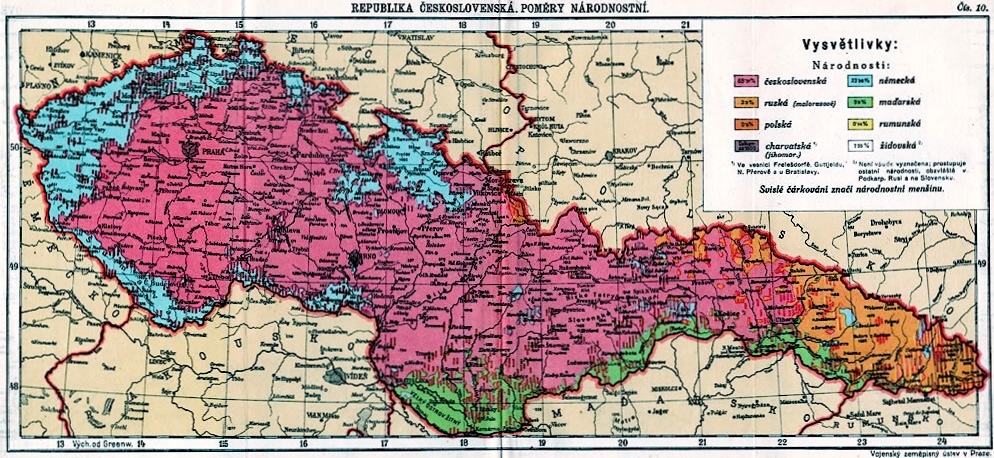
Mapa etniczna Czechosłowacji stworzona na podstawie spisu ludności z roku 1930. Tereny zamieszkałe w większości przez Czechów i Słowaków oznaczone są tym samym kolorem. Legenda mapy używa określenia „Czechosłowacy”

Czechosłowakizm (cz. čechoslovakismus, słow. čechoslovakizmus) – idea uznająca istnienie jednego narodu obejmującego Czechów, Morawian i Słowaków. 

## Historia
Pomysł stworzenia wspólnego bytu politycznego z Czechami pojawił się wśród Słowaków po raz pierwszy w 1826 r. za sprawą Jána Kollára. Idea upowszechniała się wśród działaczy słowackich po 1867 wskutek powstania dualistycznych Austro-Węgier, wobec postępującej urzędowej madziaryzacji (likwidacja słowackojęzycznego szkolnictwa, rozwiązanie Macierzy Słowackiej, masakra demonstracji w Černovej). 
Część polityków czeskich i słowackich uznała w czasie I wojny światowej, że drogą do realizacji ambicji narodowych będzie uzyskanie niepodległości i stworzenie wspólnego państwa. Zwolennikami takiego poglądu byli członkowie tzw. Akcji Zagranicznej, Tomáš Masaryk, filozof pochodzący z mieszanej słowacko-czeskiej rodziny i Milan Rastislav Štefánik, słowacki naukowiec służący we francuskiej armii oraz Edvard Beneš. Ich działający na emigracji w państwach Ententy triumwirat starał się o formowanie legionów czechosłowackich rekrutując do nich swych rodaków spośród pojmanych jeńców austro-węgierskich.
30 maja 1918 amerykańscy, emigracyjni działacze czescy i słowaccy w obecności Masaryka zawarli ugodę w Pittsburghu, która w punkcie 2. przewidywała powstanie, w ramach wspólnego państwa, osobnej słowackiej administracji, parlamentu i sądów. Tymczasem dwa dni po ogłoszeniu w Pradze czeskiej deklaracji niepodległości, zebrani w Martinie działacze słowaccy tworzący Słowacką Radę Narodową opublikowali 30 października tzw. deklarację martinską, która głosiła:
Rada narodu czechosłowackiego żyjącego w granicach Węgier deklaruje:
1. Naród słowacki, zarówno poprzez język jak i historię kultury, jest częścią niepodzielnego narodu czechosłowackiego.[…]

Dla negocjującego w Wersalu triumwiratu Beneša, Masaryka i Štefánika przedstawianie Czechów i Słowaków jako jednego narodu miało także wymiar praktyczny, bowiem mocarstwom układającym nowy porządek europejski łatwiej było zaakceptować nowe państwo z 64,4% dominantą czechosłowacką ze sporymi mniejszościami (22,9% Niemców, 5,5% Węgrów, 3,4% Rusinów) niż kolejne wielonarodowe państwo w miejsce upadłej monarchii Habsburgów. 
W okresie pierwszej republiki czechosłowakizm był oficjalną ideologią państwa, wyrażoną m.in. w preambule konstytucji z 29 lutego 1920 roku, której pierwsze słowa brzmiały My, naród czechosłowacki. Uchwalona tego samego dnia ustawa językowa określała, że Język czechosłowacki jest oficjalnym językiem państwowym republiki, chociaż z językoznawczego punktu widzenia jako taki nie istniał.
Czechosłowakizm nigdy nie zyskał pełnego poparcia wśród Słowaków. Część tamtejszych polityków od początku domagała się autonomii dla swego kraju w ramach wspólnego państwa. Wobec śmierci Štefánika w katastrofie lotniczej w 1919 zabrakło słowackiego głosu w elitach Hradu. Wraz z rosnącym rozczarowaniem centralistyczną i sekularną polityką rządu praskiego wśród w większości katolickich Słowaków rosło rozgoryczenie wspólnym państwem. Aż do uchwalenia reformy administracji w 1927 rządy na Słowacji sprawował „minister pełnomocny dla zarządu Słowacji” wyznaczany przez władze praskie. Wyrazicielem tego rozgoryczenia była głównie znaczna choć zwykle opozycyjna Słowacka Partia Ludowa ks. Andreja Hlinki. Nastroje te jeszcze bardziej wzmogła tzw. afera Vojtecha Tuki, który starał się podważyć wagę deklaracji martinskiej oraz skandal związany z obchodami 1000-lecia chrześcijaństwa na Słowacji, gdzie tłum wymógł na rządowej delegacji z Pragi przemowę niezaproszonego do Nitry ks. Hlinki, ówcześnie najpopularniejszego słowackiego polityka. 
Po upadku pierwszej republiki czechosłowackiej odżegnujące się od jej polityki władze drugiej republiki dokonały federalizacji podpisując 6 października tzw. umowę żlińską i przyznając autonomię Słowacji w nowej konstytucji z 23 listopada 1938 roku. Stanowiła ona m.in. krajowy sejm słowacki, Slovenský Snem. Pomimo tego pod presją Hitlera doszło do ogłoszenia słowackiej niepodległości przez rząd ks. Jozefa Tiso 14 marca 1939 r. 
Po II wojnie światowej czechosłowakizm został odrzucony w 1945 w programie koszyckim. Jednak w praktyce jego ideę porzucono dopiero w czasie Praskiej Wiosny za rządów pochodzącego ze Słowacji Dubčeka, kiedy ponownie dokonano federalizacji Czechosłowacji.